# Remedio para melancólicos
Remedio para melancólicos es una colección de relatos escritos por Ray Bradbury publicada en 1959. Todos los relatos son independientes entre sí. El más largo, titulado El maravilloso traje de helado de crema, ocupa unas 30 páginas mientras que el más corto, titulado El regalo, tan solo ocupa tres. La temática de estos relatos varía desde la ciencia ficción a relatos más realistas, pasando por la fantasía e incluso el terror. Cabe decir que el relato Eran morenos y de ojos dorados bien podría haber tenido cabida en su otra recopilación Crónicas marcianas.
Los títulos de los relatos son:
- En una estación de buen tiempo.
- El dragón.
- Remedio para melancólicos.
- El fin del comienzo.
- El maravilloso traje de helado de crema.
- Sueño de fiebre.
- La componedora de matrimonios.
- El pueblo donde no baja nadie.
- El aroma de la zarzaparrilla.
- Ícaro Montgolfier Wright.
- La peluca.
- Eran morenos y de ojos dorados.
- La sonrisa.
- La primera noche de cuaresma.
- Tiempo de partir.
- Todo el verano en un día.
- El regalo.
- El gran choque del último lunes.
- Los ratones.
- La costa en el crepúsculo.
- La ventana de color fresa.
- El día en que llovió para siempre.

## Referencia bibliográfica
- Ray Bradbury, Remedio para melancólicos. Biblioteca de autor Bradbury. Ediciones Minotauro: Barcelona, 2006. ISBN 8445076035

- Datos: Q847487